# 羅賓斯 (伊利諾伊州)
羅賓斯（英語：Robbins）是位於美國伊利諾伊州庫克縣的一個村落。

## 地理
羅賓斯的座標為41°38′35″N 87°42′29″W / 41.64306°N 87.70806°W，而該地最高點為海拔高度183米（即600英尺）。

## 人口
根據2010年美國人口普查的數據，羅賓斯的面積為3.75平方千米，當中陸地面積為3.75平方千米，而水域面積為0.00平方千米。當地共有人口5,337人，而人口密度為每平方千米1,423人。